# The Flood
The Flood: A musical play (El Diluvi: una obra musical) (1962) és una escenificació bíblica curta d'Ígor Stravinski, una l'al·legoria de Noè, escrita inicialment com a obra per a la televisió. Conté cant, diàleg parlat i seqüències de ballet. Es tracta d'una obra tardana de Stravinski, en l'estil serialista.
L'obra va ser estrenada als Estats Units a la CBS Television Network el 14 de juny de 1962, una producció dirigida per Robert Craft amb coreografia de George Balanchine. Els actors dramàtics que van participar en l'estrena van ser Laurence Harvey (narrador), Sebastian Cabot (Noè), i Elsa Lanchester (la dona de Noè). Robert Craft va dirigir també la primera actuació escenificada, a Hamburg, el 30 d'abril de 1963.

## Argument

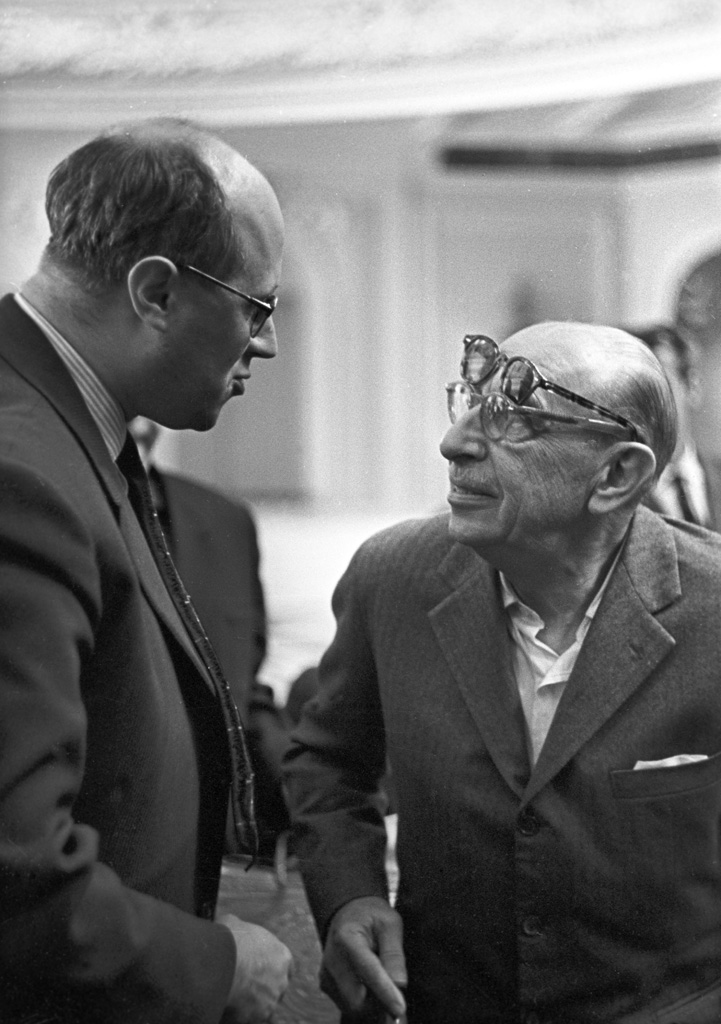
Stravinski amb Mstislav Rostropóvitx (esquerre), 1 de setembre de 1962

La narrativa de The Flood juxtaposa la història de la Creació amb la de Noè. El text va ser compilat per Robert Craft utilitzant materials del Gènesi i dels misteris de York i de Chester. El cor interpreta fragments del Te Deum.

## Partitura
L'obra indica la participació d'un tenor (Lucifer/Satan), dos baixos (Déu), diverses parts parlades (un narrador, Satan, Eva, Noè, la dona de Noè, un fill de Noè), cor i una orquestra gran de 3 flautes (3r doblant el piccolo), 2 cors anglesos, 2 clarinets, clarinet baix, clarinet de contrabaix, 2 fagots, 4 trompes, 3 trompetes, 3 trombons, tuba, timbales, bombo, platets, xilorimba, 3 tom-toms, arpa, celesta, piano i cordes.
The Flood va ser publicada l'any 1963 per Boosey & Hawkes.

## Moviments
L'obra conté set parts:
- Preludi
- Melodrama
- La construcció de l'arca (coreografia)
- El catàleg dels animals
- La comèdia (Noè i la seva dona)
- El Diluvi (coreografia)
- El pacte de l'arc de Sant Martí

## Enregistraments
- L'enregistrament original, amb Robert Craft dirigint l'Orquestra Simfònica de Colúmbia i Cor, en presència del compositor, enregistrat en CD per Sony Classical Records (SM2K 46300)
- Oliver Knussen conduint la London Sinfonietta per a la Deutsche Grammophon (DG 447 068-2, 1995)